# Waller Moor
Das Waller Moor ist ein Naturschutzgebiet in der niedersächsischen Gemeinde Langwedel im Landkreis Verden.

## Allgemeines
Das Naturschutzgebiet mit dem Kennzeichen NSG LÜ 133 ist circa 25 Hektar groß. Das Gebiet steht seit dem 16. Dezember 1985 unter Naturschutz. Zuständige untere Naturschutzbehörde ist der Landkreis Verden.

## Beschreibung
Das Naturschutzgebiet liegt nördlich von Völkersen am Rande des Spanger Holzes und stellt ein Hochmoorgebiet unter Schutz, das durch Entwässerung und Torfabbau verändert ist. Durch Wiedervernässung soll sich das Moor regenerieren.
Im Norden des Gebietes wachsen überwiegend Birken und Kiefern, während im westlichen Bereich neben Pfeifengras und Glockenheide auch Moorlilie, Lungenenzian, Rosmarinheide und Orchideen vorkommen. Die Moorfläche wird im Westen, Süden und Osten durch extensiv genutztes Grünland begrenzt, welches das Naturschutzgebiet vor den im Süden und Westen angrenzenden landwirtschaftlichen Nutzflächen abschirmt. Im Osten befinden sich kleine Teiche im Naturschutzgebiet. Das Moorgebiet entwässert zur Alten Aller.